# FC Lady's Scherpenheuvel
Football Club Lady's Scherpenheuvel, fondé en juillet 1975, était un club de football féminin belge. Il a cessé ses activités en septembre 1990.

## Histoire
Le club a disputé 11 saisons en D1. Il a terminé une fois 3e (1979-1980) et deux fois 5e (1976-1977, 1977-1978). Il a aussi disputé deux finales de Coupe de Belgique

## Palmarès
- Finaliste Coupe de Belgique (2) : 1979 - 1981